# Patagonski galeb
Patagonski galeb (Olrogov galeb, Larus atlanticus) vrsta je galeba koja živi duž atlantske obale južnog Brazila, Urugvaja i sjeverne Argentine. Prije je smatran podvrstom vrlo sličnog L. belcheri. To je veliki galeb s crnim leđima i krilima, bijelom glavom i donjim dijelom, crnom trakom u inače bijelom repu i žutim kljunom s crveno-crnim vrhom. Odrasle spolno nezrele jedinke imaju crnkastu glavu i bijeli očni prsten. Vrsta je dobila ime po švedsko-argentinskom biologu Claesu C. Olrogu.  Ima prilično ograničen raspon i prijeti mu gubitak staništa, a IUCN ga je ocijenio "gotovo ugroženim". 

## Opis
Olrogov galeb veliki je galeb s bijelom glavom, vratom, trbuhom i prsima. Stražnja strana i krila crne su boje, osim bijelog zadnjeg ruba do krila. Rep je bijele boje sa širokom crnom trakom straga. Kljun je žut s crnom trakom i crvenim vrhom. Oči su smeđe s crvenim prstenom, a noge i stopala mutnožuti. Duljina ovog galeba je od 50 do 60 cm, a ima raspon krila od 130 do 140 cm. Mužjaci su malo veći od ženki. Mladi imaju crne glave i smećkasto perje.

## Raspon
Olrogov galeb podrijetlom je s atlantske obale Argentine, Urugvaja i južnog Brazila. Gnijezdi se na vrlo ograničenom broju kolonija između 38,49° i 45,11° S, od čega se oko dvije trećine nalazi u ušću rijeke Bahía Blanca. Gnijezdi se na tlu neposredno iznad crte plime, na niskim otocima i otočićima. Može ga se vidjeti na stjenovitim obalama, u lukama, na plažama, obalnim lagunama, bočatoj vodi i ušćima.

## Ponašanje
Tijekom sezone parenja, Olrogov galeb uglavnom se hrani rakovima koje hvata na izloženim dijelovima obale ili morskog dna tijekom šetnje ili plivanja ili uranjanjem u plitku vodu. Ova vrsta prehrane zaslužna je za galebov naziv u njegovom izvornom području: gaviota cangrejera ili galeb koji jede rakove. 
U ostalom dobu godine, svoju prehranu nadopunjuje školjkašima i crvima višečetinaša. Ostali plijen uključuje kukce, puževe, ribu i riblji otpad, a ponekad posjećuju kanalizacije i odlagališta otpada.
Razmnožavanje započinje u rujnu i listopadu. Olrogov galeb je monogaman i gnijezdi se u gustim kolonijama. Gnijezdo je na stijeni, pijesku ili šindri i obično je obloženo vegetacijom, a ponekad morskim algama, perjem, školjkama ili kostima. Odlažu se dva ili tri maslinasto-smeđa jaja sa smeđim mrljama, a razdoblje inkubacije je oko 30 dana. Ptići se izlijegaju između studenog i siječnja, ovisno o mjestu kolonije.